# Nesocordulia villiersi
Nesocordulia villiersi é uma espécie de libelinha da família Corduliidae.
É endémica das Comores.